# Consiglio nazionale di governo
Il Consiglio nazionale di governo (in spagnolo: Consejo Nacional de Gobierno) fu il potere esecutivo collegiale dell'Uruguay tra il 1952 e il 1967. Stabilito dalla Costituzione del 1952 (articoli dal 149 al 173).

## Descrizione
Era composto da nove membri eletti in forma diretta ogni 4 anni, senza rielezione immediata. Al partito più votato spettavano 6 membri mentre 3 membri erano destinati al secondo partito maggiormente votato. Il Presidente del Consiglio era designato ogni anno a rotazione tra i membri del partito di maggioranza.
L'articolo 168 della costituzione stabiliva 23 poteri differenti destinati al Consejo. I più importanti erano:
- Designare e destituire i Ministri di Stato, 9 in totale.
- Essere a capo delle forze armate e di conseguenza determinare la politica estera del paese.
- Ratificare le leggi proposte dal Parlamento, proporre modifiche e nuove leggi.

L'articolo 170 stabiliva una misura restrittiva per i membri del Consejo per cui non potevano allontanarsi dai confini dello stato per più di sette giorni consecutivi senza avere l'avallo del Parlamento.
Il Consiglio nazionale di governo fu un'esperienza politica pressoché inedita in America Latina anche se nei primi anni della Repubblica ci furono il triumvirato (1853) composto da Venancio Flores, Juan Antonio Lavalleja e Fructuoso Rivera e il Consiglio nazionale di amministrazione istituito dalla Costituzione del 1918 che funzionò fino al 1933 lavorando al fianco del Presidente della Repubblica.
I membri del primo Consiglio nazionale di governo, che completò i tre anni restanti del mandato del presidente Andrés Martínez Trueba, furono eletti nominati, nel 1952, dal Parlamento, come stabilito dalle norme transitorie della nuova Costituzione. Martínez Trueba, che aveva accettato di interrompere il suo mandato presidenziale, occupò la presidenza del Consejo durante tutto il triennio 1952-1955.
Si effettuarono elezioni nel mese di novembre del 1954, 1958 e 1962.
Nel 1967 il paese si trovava in una crisi economica e sociale senza precedenti, i membri del Colorado decisero di reintrodurre il sistema presidenziale, meno democratico ma sicuramente più stabile, con la Costituzione del 1967.

## Presidenti del Consiglio nazionale di governo
(dal 1º marzo di ogni anno)
1952 Andrés Martínez Trueba (Colorado Lista 15)
1955 Luis Batlle Berres (Colorado Lista 15)
1956 Alberto Fermín Zubiría (Colorado)
1957 Arturo Lezama (Colorado)
1958 Carlos L. Fischer (Colorado)
1959 Martín R. Echegoyen (in carica dopo la morte di Herrera) (Blanco Herrerismo)
1960 Benito Nardone (Blanco Liga Federal de Acción Rural)
1961 Eduardo Víctor Haedo (Blanco Herrerismo)
1962 Faustino Harrison (Blanco)
1963 Daniel Fernández Crespo (Blanco)
1964 Luis Giannattasio (Blanco)
1965 Washington Beltrán (in carica dal 7 febbraio 1965, dopo la morte di Giannattasio) (Blanco)
1966 Alberto Héber Usher (Blanco)

## Membri dei Consigli nazionali di governo

### 1952-1955
- Andrés Martínez Trueba
- Antonio Rubio
- Francisco Forteza
- Héctor Álvarez Cina
- Luis Alberto Brause
- Eduardo Blanco Acevedo
- Álvaro Vargas Guillemette (morì nel 1954; sostituito da Justo Alonso)
- Martín R. Echegoyen
- Roberto Berro

### 1955-1959
- Luis Batlle Berres
- Alberto Fermín Zubiría
- Arturo Lezama
- Carlos L. Fisher
- Justino Zavala Muniz
- Zoilo Chelle
- Luis Alberto de Herrera
- Ramón Viña
- Daniel Fernández Crespo

### 1959-1963
- Martín R. Echegoyen
- Benito Nardone
- Eduardo Víctor Haedo
- Faustino Harrison
- Justo Alonso
- Pedro Zabalza
- Ledo Arroyo Torres
- César Batlle Pacheco
- Manuel Rodríguez Correa (morì nel 1961; sostituito da Héctor Grauert)

### 1963-1967
- Daniel Fernández Crespo (morì nel 1964; sostituito da Alfredo Puig Spangenberg)
- Luis Giannattasio (morì nel 1965; sostituito da Alejandro Zorrilla de San Martín)
- Washington Beltrán
- Alberto Héber Usher
- Carlos María Penadés
- Héctor Lorenzo y Losada
- Alberto Abdala
- Amílcar Vasconcellos
- Óscar Diego Gestido